# エジプト十字架の謎
『エジプト十字架の謎』（エジプトじゅうじかのなぞ、The Egyptian Cross Mystery ）は、アメリカの推理作家エラリー・クイーンの長編推理小説で、国名シリーズの第5作。1932年に刊行。

## あらすじ
ウエスト・ヴァージニアの片田舎でクリスマスの朝、T字路のT字型の道標に、首を切られT字型に吊るされた死体が発見された。ドアには、Tの血文字があった。
エラリー・クイーンは、T字型がエジプト十字架やタウ十字架 (Cross of Tau) の形であることを説明し、裸体主義者の預言者に疑いの目を向けるが、決定的な証拠が得られないまま事件は迷宮入りになる。
半年後、ロングアイランドにて第2の殺人、第3の殺人が発生する。被害者は同じく首を切られT字型に吊るされていたが、依然として犯人の正体はつかめない。
しかし、再び場所をウエスト・ヴァージニアに移して発生した第4の殺人において、現場に残された手がかりから、エラリーは遂に犯人の正体を見破る。そして、車や飛行機を駆使した追跡劇の末、シカゴで犯人を追い詰める。

## 提示される謎
- 犯人当て（決め手となる犯人指摘の手がかり）

## 作品の評価
- エラリー・クイーン・ファンクラブ会員40名の採点による「クイーン長編ランキング」[1]で、本作品は3位に評価されている[注 1]。
- 本作品は、2005年『ジャーロ』の海外ミステリー・ベストテンでは9位、「東西ミステリーベスト100」（『週刊文春』）では1985年版で31位、2012年版で42位に評価されている。
- 田中西二郎は「悲劇四部作に入れて、『Tの悲劇』としてもよいほどの傑作」と述べている[2]。

## 日本語訳書
- 『宝石』1953年10月号 に「エジプト十字架の秘密」（平井喬=訳）を500枚長篇完訳一挙掲載。

| 出版年        | タイトル                              | 出版社     | 文庫名等                        | 訳者             | 巻末                                     | ページ数 | ISBNコード        | カバーデザイン                                  | 備考                             |
| ------------- | ------------------------------------- | ---------- | ------------------------------- | ---------------- | ---------------------------------------- | -------- | ----------------- | ----------------------------------------------- | -------------------------------- |
| 1934年7月23日 | エヂプト十字架の秘密                  | 日本公論社 |                                 | 伴大矩           | 序文 江戸川乱歩                          | 431      |                   |                                                 | 著者名「エレリイ・クヰーン」表記 |
| 1956年4月30日 | エジプト十字架の秘密                  | 早川書房   | ハヤカワ・ポケット・ミステリ258 | 青田勝           | 田中潤司                                 | 343      |                   |                                                 |                                  |
| 1958年        | エジプト十字架の謎                    | 東京創元社 | エラリー・クイーン作品集 第5巻  | 井上勇           |                                          | 359      |                   |                                                 |                                  |
| 1958年        | エジプト十字架の秘密                  | 新潮社     | 新潮文庫                        | 田中西二郎       |                                          | 468      |                   | 増田幸右                                        |                                  |
| 1959年10月2日 | エジプト十字架の謎                    | 東京創元社 | 創元推理文庫104-9               | 井上勇           | 中島河太郎                               | 473      | 4-488-10409-6     |                                                 |                                  |
| 1959年10月2日 | エジプト十字架事件                    | 角川書店   | 角川文庫                        | 石川年           |                                          | 416      |                   | 石岡瑛子ほか                                    |                                  |
| 1962年        | 世界推理小説大系 第19 クイーン        | 東都書房   | 世界推理小説大系                | 鮎川信夫         | 解説=中島河太郎                          | 374      |                   |                                                 | [ 日本語訳 1 ]                   |
| 1972年8月     | 世界ミステリ全集 3 エラリイ・クイーン | 早川書房   | 世界ミステリ全集                | 青田勝           | エラリイ・クイーンについて座談会         | 835      |                   |                                                 | [ 日本語訳 2 ]                   |
| 1978年4月1日  | エジプト十字架の秘密                  | 早川書房   | ハヤカワ・ミステリ文庫HM 2-16   | 青田勝           | ヴァン・ダインとエラリイ・クイーン       | 440      | 978-4-150-70116-1 | 北園克衛                                        |                                  |
| 2009年1月9日  | エジプト十字架の謎                    | 東京創元社 | 創元推理文庫104-9 新版          | 井上勇           | 中島河太郎                               | 503      | 978-4-488-10434-4 | 辰巳四郎                                        |                                  |
| 2013年9月25日 | エジプト十字架の秘密                  | 角川書店   | 角川文庫 ク19－9                | 越前敏弥、佐藤桂 | 解説 国名シリーズの"センター"！ 飯城勇三 | 555      | 978-4-041-00794-5 | カバーイラスト:竹中、 カバーデザイン:大竹尚貴   |                                  |
| 2016年7月21日 | エジプト十字架の謎【新訳版】          | 東京創元社 | 創元推理文庫104-40              | 中村有希         | 一九三二年の奇跡 山口雅也                | 504      | 978-448-810440-5  | カバーイラスト:Ryoojing、 カバーデザイン:内海由 |                                  |

児童書
| 出版年       | タイトル                                   | 出版社     | 文庫名等                          | 訳者       | 巻末                    | ページ数 | ISBNコード | カバーデザイン                      | 備考 |
| ------------ | ------------------------------------------ | ---------- | --------------------------------- | ---------- | ----------------------- | -------- | ---------- | ----------------------------------- | ---- |
| 1964年       | エジプト十字架の秘密・十四のピストルのなぞ | あかね書房 | 少年少女世界推理文学全集 8        | 亀山龍樹   |                         | 215      |            | 画:横尾忠則                         |      |
| 1973年8月1日 | エジプト十字架の秘密                       | あかね書房 | 推理・探偵傑作シリーズ 7          | 亀山龍樹   | 責任編集：白木茂ほか2名 | 229      |            | 画:横山まさみちと横山プロダクション |      |
| 1973年       | エジプト十字架の謎                         | 秋田書店   | ジュニア版・世界の名作推理全集 10 | 藤原宰太郎 | 監修: 中島河太郎        | 196      |            | 画:斎藤寿夫 ほか                    |      |